# Barbara Everitt Bryant
Barbara Everitt Bryant (Ann Arbor, 5 de abril de 1926-ibídem, 3 de marzo de 2023) fue una investigadora de mercado estadounidense que se convirtió en la primera mujer en dirigir la Oficina del Censo de los Estados Unidos. Dirigió la oficina de 1989 a 1993, incluida la dirección del censo de los Estados Unidos de 1990, y más tarde también dirigió el Índice de satisfacción del cliente estadounidense.

## Primeros años y carrera
Nació en Ann Arbor, Míchigan; su padre, William Littell Everitt, más tarde se convirtió en director de investigación operativa del Cuerpo de Señales de los Estados Unidos y decano de ingeniería en la Universidad de Illinois en Urbana-Champaign. Se convirtió en la mejor estudiante de su escuela secundaria, e hizo sus estudios universitarios en física en la Universidad Cornell, graduándose en 1947. Su intención después de estudiar física era convertirse en escritora científica y, después de graduarse, trabajó en la ciudad de Nueva York como editora de la revista Chemical Engineering. Sin embargo, se fue para seguir a su esposo, el ingeniero eléctrico John H. Bryant,de vuelta a la Universidad de Illinois, donde él era estudiante de posgrado; ella hizo algo más de escritura científica allí, pero se detuvo para convertirse en madre a tiempo completo.
Después de que todos sus hijos ingresaron a la escuela, ella volvió a trabajar en la división de educación continua de la Universidad Estatal de Míchigan (Oakland), que luego se separó como la Universidad de Oakland. Regresó a sus estudios de posgrado en Michigan State, obteniendo una maestría en periodismo en 1967 y un Doctorado en Filosofía en comunicaciones en 1970. Trabajó en investigación de mercado en Market Opinion Research desde entonces hasta 1989 y formó parte del Comité Asesor del Censo de 1980 a 1986.

## Directora del censo
El presidente de Market Opinion Research, Robert Teeter, había trabajado en la campaña presidencial y el equipo de transición de George H. W. Bush . En 1989, después de que la primera elección de Bush, Alan Heslop, fuera bloqueada, hizo un nombramiento en receso que puso a Bryant a cargo de la Oficina del Censo, la primera mujer en ocupar el cargo. Finalmente fue confirmada para el cargo en agosto de 1990.
Bryant enumeró sus objetivos cuando se convirtió en directora de la Oficina del Censo como completar el censo con precisión, mejorar sus estadísticas económicas, modernizar su infraestructura informática, fortalecer su dirección de estadísticas, informatizar su proceso de entrevistas y prepararse para modernizar el proceso de realización del censo para el censo del año 2000. Posteriormente en su dirección, incorporó ideas de la gestión de la calidad total a los procesos institucionales del censo.
Los mecanismos del censo de 1990 ya estaban en su lugar en gran medida en el momento del nombramiento de Bryant y generaron controversia sobre su subestimación de las minorías. Bryant dirigió y respaldó los esfuerzos para ajustar los resultados y compensar el conteo insuficiente, pero estos ajustes finalmente fueron rechazados por razones políticas por el Secretario de Comercio. 

## Premios y honores
Bryant se convirtió en miembro de la American Statistical Association en 1998. Fue ganadora en 2007 del Premio Warren E. Miller por Servicio Meritorio a las Ciencias Sociales del Consorcio Interuniversitario para la Investigación Política y Social.

## Vida posterior
Después de dejar el censo en 1993, ocupó un puesto como científica investigadora en la Escuela de Negocios de la Universidad de Míchigan y como directora del Índice de Satisfacción del Cliente Estadounidense.
Su esposo murió en 1997; tuvieron tres hijos: Linda, Randal y Lois, y ocho nietos. Bryant murió el 3 de marzo de 2023, a los 96 años.

## Publicaciones
Con William Dunn, Bryant es la autora de Moving Power and Money: The Politics of Census Taking (New Strategist Publications, 1995).